# So Long and Thanks for All the Shoes
So Long and Thanks for All the Shoes ist das siebte Studioalbum der amerikanischen Punkrock-Band NOFX. Es wurde am 11. November 1997 durch Epitaph Records veröffentlicht.

## Überblick
Der Titel ist ein Hinweis auf eine bei Punkrock-Shows übliche Tradition, bei der die Fans die Schuhe, die Bandmitglieder beispielsweise beim Stage Diving verloren haben, wieder zurück auf die Bühne werfen. Außerdem spielt er auf das vierte Buch der vierteiligen Trilogie in fünf Bänden Per Anhalter durch die Galaxis von Douglas Adams an, So Long, and Thanks For All the Fish.
Das Album wurde in den Motor Studios in San Francisco im August 1997 von Fat Mike und dem Fat-Wreck-Chords-Produzenten Ryan Greene aufgenommen. Im Songbook finden sich anstatt Fotos der echten Bandmitglieder jeweils ein Foto eines Mitglieds einer anderen Band. Fat Mike wurde durch Serge Verkhovsky, Bassist der Band Limp, El Hefe von Otis Bartholomeou, Sänger und Gitarrist bei fluf, Eric Melvin (oder nur „Melvin“) von „Little Joe“, Roadie der Band Swingin’ Utters, und Erik Sandin (aufgelistet als „Smelly“) von Chuck Platt, Bassist bei Good Riddance ersetzt.
Lied 9 des Albums, Champs Elysées, ist eine Coverversion von Joe Dassin. Lied 16, Falling in Love ist ein Liebeslied über einen Freund von Fat Mike und dessen Frau in einem abstürzenden Flugzeug. Das Lied beinhaltet einen „Hidden Track“ bei 4:15 Minuten.

## Titelliste
Alle Titel wurden von Fat Mike geschrieben, außer Champs Elysées von Wilsh, Deighan, Delanoë.
| Nr. | Titel                               | Länge |
| --- | ----------------------------------- | ----- |
| 1   | It's My Job to Keep Punk Rock Elite | 1:21  |
| 2   | Kids of the K-Hole                  | 2:17  |
| 3   | Murder the Government               | 0:46  |
| 4   | Monosyllabic Girl                   | 0:55  |
| 5   | 180 Degrees                         | 2:10  |
| 6   | All His Suits Are Torn              | 2:19  |
| 7   | All Outta Angst                     | 1:53  |
| 8   | I'm Telling Tim                     | 1:17  |
| 9   | Champs Elysées                      | 2:02  |
| 10  | Dad's Bad News                      | 2:02  |
| 11  | Kill Rock Stars                     | 1:33  |
| 12  | Eat the Meek                        | 3:32  |
| 13  | The Desperation's Gone              | 2:25  |
| 14  | Flossing a Dead Horse               | 1:46  |
| 15  | Quart in Session                    | 1:38  |
| 16  | Falling in Love                     | 5:13  |

## Personal
- Fat Mike – Gesang, Bass
- Eric Melvin – Gitarre
- El Hefe – Gitarre, Trompete
- Erik Sandin – Drums, Perkussion
- Serge Slovnik (Serge Verkhovsky) – Tuba, Posaune
- Nate Albert – Gitarre
- Ryan Greene – Tamburin
- Spike Slawson – Hintergrundgesang
- Ryan Greene, Fat Mike – Produktion
- Ryan Greene – Engineering
- Adam Krammer – Engineering